# Риджвеи
Риджвеи (лат. Arremonops) — воробьиных птиц из семейства Passerellidae, ранее включался в семейство овсянковых. Родовое название дано в честь американского орнитолога Роберта Риджвея (1850—1929).
Представители рода распространены на обоих континентах Америки.

## Классификация
В род включают 4 вида:
- Arremonops chloronotus (Salvin, 1861) — Зеленоспинная риджвея
- Arremonops conirostris (Bonaparte, 1850) — Панамская риджвея
- Arremonops rufivirgatus (Lawrence, 1851) — Оливковая риджвея
- Arremonops tocuyensis Todd, 1912 — Токуянская риджвея